# Megaselia ventralis
Megaselia ventralis is een vliegensoort uit de familie van de bochelvliegen (Phoridae). De wetenschappelijke naam van de soort is voor het eerst geldig gepubliceerd in 1963 door Thomas Borgmeier. Het holotype van de soort is afkomstig uit Maricopa County in Arizona.